# Фаселс Корнер (Флорида)
Фаселс Корнер (енгл. Fussels Corner) насељено је место без административног статуса у америчкој савезној држави Флорида.

## Демографија
По попису из 2010. године број становника је 5.561, што је 248 (4,7%) становника више него 2000. године.
| Група             | 2000.         | 2010.         |
| Белци             | 4.641 (87,4%) | 4.657 (83,7%) |
| Афроамериканци    | 289 (5,4%)    | 236 (4,2%)    |
| Азијати           | 8 (0,2%)      | 23 (0,4%)     |
| Хиспаноамериканци | 305 (5,7%)    | 564 (10,1%)   |
| Укупно            | 5.313         | 5.561         |